# Dodyna
Dodyna,CH
3(CH
2)
11[NHC(NH
2)
2]+
 CH
3COO−
 – organiczny związek chemiczny, sól kwasu octowego i 1-dodecyloguanidyny; pochodna guanidyny zawierająca 12-węglowy lipofilowy łańcuch boczny. 

## Otrzymywanie
Otrzymywana jest w reakcji cyjanamidu z dodecyloaminą i kwasem octowym:
C
12H
25NH
2 + H
2N−C≡N + CH
3COOH → CH
3(CH
2)
11[NHC(NH
2)
2]+
 CH
3COO−

## Właściwości
Dodyna jest fungicydem, co jest efektem jej szybkiego wchłaniania przez komórki grzybów, w których następnie zmienia przepuszczalność błony komórkowej poprzez zaburzenie oddziaływań anionowo-kationowych spowodowanych jej aktywnością powierzchniową. 
Wykazuje umiarkowane działanie toksyczne. W badaniu na szczurach z roku 1999 stwierdzono, że długoterminowe spożywanie dawki 10 mg/kg masy ciała, uważane wcześniej za bezpieczne, w rzeczywistości powoduje szkodliwe zmiany. 

## Zastosowanie
Rolnictwo
Od lat 50. XX w. stosowana jest jako fungicyd o działaniu leczniczym i zapobiegającym, głównie przeciwko parchowi jabłoni i parchowi grusz, a także drobnej plamistości liści drzew pestkowych (wiśni i czereśni) i innym chorobom grzybowym roślin. Jest aktywnym składnikiem środka ochrony roślin syllit. 
Przemysł
Dodyna, oprócz aktywności przeciw grzybom, wykazuje też działanie baktriostatyczne i jest wykorzystywana jako biocyd w przemysłowych instalacjach chłodniczych.
Biochemia
Dodyna wywołuje denaturację białek w bardzo niskich stężeniach, co pozwala na analizę przebiegu procesu w pełnym zakresie dichroizmu kołowego (CD). Wynika to z kooperatywnego działania chaotropowego (zrywanie wiązań wodorowych) reszty guanidyny – niskocząsteczkowego środka denaturującego – wbudowanej w strukturę surfaktantu kationowego. Denaturacja białek za pomocą samej guanidyny wymaga użycia jej w stężeniu uniemożliwiającym badanie CD, natomiast surfaktanty (np. SDS) często nie pozwalają na uzyskanie pełnego rozfałdowania białka.